# San Mango Piemonte
San Mango Piemonte ist eine italienische Gemeinde mit 2629 Einwohnern (Stand 31. Dezember 2023) in der Provinz Salerno in der Region Kampanien. Sie ist Teil der Bergkommune Comunità Montana Monti Picentini.

## Geografie
Die Nachbargemeinden sind  Castiglione del Genovesi, Salerno und San Cipriano Picentino. Die Ortsteile sind Monticelli und Sant’Antonio.